# Nagybátony
Nagybátony est une ancienne commune rattachée en 1984, avec Kisterenye et Szúpatak, à la ville de Bátonyterenye dans le département de Nógrád en Hongrie.

## Liste de personnalités liées à Nagybátony
- Zita Görög, top model hongroise